# Max Hermann Baege
Max Hermann Baege (* 11. Mai 1875 in Jeßnitz; † 1939) war Philologe, Psychologe, Pädagoge und Soziologe.

## Leben
Er war der Sohn des Kaufmanns Hermann Baege und dessen Ehefrau Marie geborene Picht. Sein jüngerer Bruder war der Lehrer und Heimatdichter Paul Baege.
Baege studierte „Naturwissenschaften, Biologie und Philosophie“. Er promovierte bei Ernst Meumann und arbeitete als Lehrer in Berlin und Stettin, wo er „1903 wegen seiner Betätigung in der freireligiösen Bewegung und seiner Mitarbeit bei der Gründung einer sozialdemokratischen Arbeiterbildungsschule in Schwierigkeiten geriet“.  Baege war ein „sozialistisch gesinnte[r] Privatdozent und positivistischer Aktivist“ sowie „glühender Verehrer“ von Jacques Loeb. 1906 gehörte er zu den Gründern des „Deutschen Monistenbundes“. Er übersiedelte nach Berlin, wo er an der Berliner Arbeiterbildungsschule sowie als Wanderredner u. a. für den Sozialdemokratischen Arbeiterbildungsausschuss wirkte.
Von 1905 bis 1914 war er „Dozent für Pädagogie, Psychologie und Soziologie an der Freien Hochschule“, und von 1914 bis 1918 an der Humboldt-Akademie Berlin.
1917 trat Baege der USPD bei und arbeitete als Hilfslehrer in Berlin. Im Zuge der Novemberrevolution wurde er von Minister Adolph Hoffmann zum bildungspolitischen Beirat im Range eines Unterstaatssekretärs in das preußische „Ministerium für Wissenschaft, Kunst und Volksbildung“ berufen, um eine demokratische, weltliche und sozial ausgerichtete Kultur- und Bildungspolitik einzuleiten. Am 4. Januar 1919 schied er wegen der in den Spartakusaufstand mündenden Zerwürfnisse aus dem Amt, führte jedoch seine kultur- und bildungspolitische Arbeit im Bund Neue Hochschule fort. Gegen die restaurativen Kräfte hatten sich im „Bund Neue Hochschule“ reformwillige Wissenschaftler, Lehrer und Erzieher organisiert, in deren Auftrag Baege und Siegfried Kawerau die Zeitschrift „Die Neue Erziehung“ herausgaben. In der ab 1919 monatlich zwei Mal erscheinenden Zeitschrift wurden fachwissenschaftliche sowie kultur- und bildungspolitische Beiträge zur Reform des Erziehungs- und Bildungswesens veröffentlicht. 1920 übernahm der „Bund Entschiedener Schulreformer“ die Zeitschrift und Paul Oestreich löste danach Baege als Herausgeber ab. Von 1921 bis 1926 war Baege „Direktor der Volkshochschule und Professor an der Handelshochschule Nürnberg“ und arbeitete später als „Privatgelehrter in Jena“
Baege wurde 1921 erster Leiter der Nürnberger Volkshochschule, übernahm auch „eine Professur für Pädagogik und Philosophie an der Nürnberger Handelshochschule und schuf ein neues Psychologisch-jugendkundliches Institut“. Er veröffentlichte u. a. Arbeiten „über die Soziologie des Denkens“ „In seinen Publikationen verortete Baege die Institution Volkshochschule im Spannungsfeld der sich demokratisierenden Gesellschaft der Weimarer Republik“. Gemäß Annette Arend war Baeges Volkshochschulkonzept weniger progressiv/fortschrittlich als dasjenige von Robert von Erdberg.
Als Sozialist und Monist lehnte Baege 1931, „der schon vor 1914 zu den Vordenkern des Soziallamarckismus gehörte, […] den sozialdarwinistischen Rassismus als gefährlichen Unsinn ab“.

## Monist
Baege trat für eine spezielle Fassung des Monismus ein:

„Wenn wir also mit unserem Monismus wissenschaftlich unanfechtbar bleiben und jegliche Abirrung auf metaphysisch-mystische Bahnen vermeiden wollen, müssen wir den Begriff Monismus anders fassen.“

Zusammen mit Wilhelm Bölsche, Raoul Heinrich Francé und Bruno Wille gehörte Baege dem Ausschuss auf Bundesebene des Deutschen Monistenbundes an.
Als Baege Jacques Loeb „von Plänen Wilhelm Ostwalds berichtete, in den USA ein eigenes monistisches Dorf zu errichten, da antwortete Loeb …: ‚You know that I am greatly interested in you and your doings‘. Iam a little doubtful about the new experiment concerning the monistic village or settlement. Such experiments have repeatedly been tried in America and have proved unsuccessful. I am not so certain that the monks in the monasteries are all very happy; but still, I as an experimenter should certainly not advise against trying social experiments.“

## Schriften (Auswahl)
- Wie erkennen wir die Welt? Urania, Buchbeigabe, 1926, 95 Seiten.
- Soziologie des Denkens: das vorwissenschaftliche Denken. Urania, Buchbeigabe, 1929, 76 Seiten.

Baege begründete die Zeitschrift Die Neue Erziehung.